# Ectobius togoensis
Ectobius togoensis es una especie de cucaracha del género Ectobius, familia Ectobiidae.

## Distribución
Esta especie se encuentra en Togo, Benín, República Democrática del Congo, Uganda y Sudán.